# Commission de toponymie
Pour la commission française, voir Commission nationale de toponymie.
La Commission de toponymie est un organisme du gouvernement du Québec veillant à la juste application des règles de la toponymie québécoise et de faire connaître l'origine des noms qui servent à nommer et décrire les villes, villages, routes, régions, montagnes et rivières de la province de Québec. Elle donne son avis à l'État concernant les changements toponymiques. Elle est rattachée administrativement à l'Office québécois de la langue française. Elle est créée en 1977 par la Charte de la langue française.

## Mission et rôle
La Commission doit : 
- proposer au gouvernement les normes et les règles d’écriture à respecter dans la dénomination des lieux ;
- procéder à l’inventaire et à la conservation des noms de lieux ;
- établir et normaliser la terminologie géographique, en collaboration avec l’Office québécois de la langue française ;
- officialiser les noms de lieux ;
- diffuser la nomenclature géographique officielle du Québec ;
- donner son avis au gouvernement sur toute question que celui-ci soumet en matière de toponymie.

La Commission peut :
- donner son avis au gouvernement et aux autres organismes de l’Administration sur toute question relative à la toponymie ;
- dans les territoires non organisés, nommer les lieux géographiques ou en changer les noms ;
- avec l’assentiment de l’organisme de l’Administration ayant une compétence concurrente sur le nom de lieu, déterminer ou changer le nom de tout lieu sur un territoire municipal local.

Les noms approuvés par la Commission au cours de l’année doivent être publiés au moins une fois l’an à la Gazette officielle du Québec, et ces noms, choisis ou approuvés par la Commission, deviennent d’emploi obligatoire dans les textes et documents de l’Administration et des organismes parapublics, dans la signalisation routière, dans l’affichage public ainsi que dans les ouvrages d’enseignement, de formation ou de recherche publiés au Québec et approuvés par le ministre de l’Éducation.
Pour parvenir à ces fins, la Commission a compétence pour nommer les lieux géographiques ou en changer les noms, dans les territoires non organisés et pour déterminer ou changer le nom de tout lieu sur un territoire municipal local, avec l'assentiment de l'organisme de l'Administration ayant une compétence concurrente sur le nom de lieu. La Commission a également le pouvoir de conseiller directement le gouvernement et les autres organismes de l'Administration sur toute question relative à la toponymie.
Outre ces compétences, l'article 124 de la Charte confère également à la Commission un pouvoir très large sur tous les noms de lieux, pour en proposer au gouvernement les critères de choix et les règles d'écriture et pour attribuer en dernier ressort des noms aux lieux qui n'en ont pas encore aussi bien que pour approuver tout changement de nom de lieu.
La Commission entent promouvoir l'originalité et la qualité du patrimoine toponymique québécois. Elle décerne ainsi des « Coups de cœur » et « Coups de foudre » aux créations de noms de lieux de l'année qu'elle juge les plus à même de souligner la richesse du patrimoine toponymique préexistant,.

## Histoire
La Commission de toponymie est créée le 26 août 1977 en vertu de l'article 122 de la Charte de la langue française. Elle remplace à partir de ce moment la Commission de géographie du Québec, elle-même créée en 1912.
En 1998, la Commission rend disponible sur internet l'ensemble de la Banque des noms de lieux du Québec, les citoyens peuvent donc consulter l'ensemble des noms officialisés du territoire québécois. 
Depuis le 11 février 2019, la présidente de la Commission est Ginette Galarneau qui agit également comme présidente-directrice générale de l'Office québécois de la langue française.